# Pere de Mezonzo
Pere de Mezonzo, també conegut com a Pedro Martínez Exióniz (Chacente, comtat de Présaras c. 930 - Santiago de Compostel·la, 10 de setembre del 1003) va ser un religiós, bisbe de la diòcesi d'Iria i sant gallec que va exercir com a líder espiritual de Galícia durant les ràtzies d'Almansor.

## Biografia
Pedro Martínez Eixoniz va néixer en el si d'una família pagesa, fill de Martiño Placencio i de Mustacia, antiga criada dels comtes de Présaras, Ermenegild Aloitez i Paterna. Els seus germans van ser Adelfio, que va ser monjo, Vimara, pare del bisbe ourensà homònim, Aragonta i Mustacia.

### Monacat
Durant la seva infància, la seva mare havia estat serventa de Paterna. Ell va servir com a capellà al fill de la mestressa, el bisbe Sisnando II d'Iria. Més endavant va ingressar al monestir de Santa Maria de Mezonzo (Betanzos) on va assolir una intensa formació sobre els autors clàssics i els pares de l'església. Quan el 955 el monestir de Sobrado dos Monxes (Melide) va absorvir el de Mezonzo, el monjo va passar a formar part de la nova comunitat monàstica. El 959 va ser ordenat presbíter i nomenat notari de la congregació.

### Abat
El 965 es creu que va ser nomenat abat del monestir de Sobrado dos Monxes fins al 974. A mitjans del 974 figura als documents com a abat del monestir de San Paio de Antealtares (Santiago de Compostel·la). Va assistir amb Rossend de Celanova al concili que es va celebrar a León per suprimir la diòcesi de Simancas.

### Bisbat
Segurament a causa de la inestabilitat política al regne de Galícia i del canvi de monarca produït entre Ramir III i Beremund II, el bisbe d'Iria Paio Rodríguez  va renunciar al bisbat. El 16 de novembre de 985 Pere de Mezonzo signa un document com a bisbe d'Iria i de la seu apostòlica.
Durant el seu episcopat es va enfrontar a moments de crisi pels repetits atacs dels normands envers la població. El bisbe va reconstruir l'església de Santa Eulalia de Curtis.

### La ràtzia d'Almansor
El 3 de juliol del 997, Almasor va emprendre una campanya militar que va ascendir pel riu Duero va travessar el riu Miño, arrassant les terres de Salvatierra, destruïnt la ciutat de Tui i assassinat els refugiats que s'amagaven a la muntanya, als boscos o a l'illa de san Simón. Després de l'assalt a Pontesampaio, va arribar a les terres de Compostel·la.
El 10 d'agost el cabdill andalusí va arribar a Santiago de Compostel·la. Pere de Mezonzo es va encarregar de l'evacuació de la ciutat i va cuidar de les relíquies de l'apòstol. La llegenda explica que Almasor no va incendir el sepulcre de Santiago perquè allà s'hi va trobar un vell monjo que hi pregava. Aquell monjo era Pere de Mezonzo.
La llegenda també explica que davant l'amenaça militar andalusina va escriure la Salve Regina Mater, un himne dedicat a la verge Maria, que va esdevenir una de les pregàries més famoses de la cristiandat. La primera font que menciona aquest fet és de 1298, on no s'aporten proves significatives d'aquest fet.
A partir de la ratzia, l'episcopat de Pere de Mezonzo es va centrar en la restauració dels múltiples desperfectes causats per aquesta incursió militar sobre Santiago de Compostel·la i els seus territoris. Entre els monestirs que va reconstruir hi ha el de san Lourenzo de  Carboeiro.